# Venustiano Carranza
Venustiano Carranza   (Cuatrociénegas de Carranza, 29 de desembre de 1859 - Tlaxcalantongo, 21 de maig de 1920) va ser el primer cap de l'exèrcit constitucionalista del 26 de març de 1913 al 30 d'abril de 1917 i president constitucional de Mèxic en dues ocasions.
Carranza va ser president municipal de la seva ciutat natal, diputat local i senador durant el Porfiriato. Es va unir a la Revolució Mexicana i al seu triomf fou designat governador de Coahuila de Zaragoza.
Després de l'assassinat del president Madero el 1913 es va aixecar en armes contra Victoriano Huerta, abanderant el Pla de Guadalupe. Proclamat Primer Cap de l'Exèrcit constitucionalista, va governar de facto els següents quatre anys. Després de la derrota de Victoriano Huerta, es va enfrontar als exèrcits de la convenció revolucionària encapçalats per Pancho Villa i Emiliano Zapata. Un cop amb el domini gairebé total del país, el 14 de setembre de 1916 va convocar el congrés que va promulgar la Constitució vigent fins a l'actualitat. Després de celebrar-se eleccions sota la nova Carta Magna, va esdevenir president constitucional.
A l'acostar-se la successió presidencial de 1920, va intentar d'imposar un candidat civil en oposició a les aspiracions de l'invicte general Álvaro Obregón. El conflicte va acabar en una rebel·lió que va posar fi al seu govern i a la seva vida.